# 47 سول
فرقة السبعة وأربعين (بالإنجليزية: 47Soul)‏ هي فرقة موسيقية أردنية فلسطينية مشهورة بالموسيقى الإلكترونية التي تخلط الموسيقى الشعبية مثل المجوز.

## التأسيس
تأسست فرقة السبعة وأربعين في عمّان، الأردن عام 2013م، وتضم الفرقة أعضاءً من فلسطين والأردن. جذبت الفرقة انتباه المستمعين بإستخدامها الصوت الحماسي للمجوز الإلكتروني والإيقاعات المعروفة في بلاد الشّام بالإضافة للغناء باللّغتين العربية والإنجليزيّة والتطرّق لمواضيع الصّراع نحو الحرية والعدالة والاحتفال بهذه القيم على طريقة العرس الفلسطيني والأردني.
تقوم الفرقة الآن بإحياء الحفلات في المملكة المتحدة وفي بعض الدّول الأوروبيّة والعربيّة.

## الأعضاء
الأعضاء المؤسسين:
- طارق أبو كويك (الفرعي)
- رمزي سليمان (زين الناس)
- حمزة أرناؤوط (الجهاز)
- ولاء سبيت